# Tatum O'Neal
Tatum Beatrice O'Neal (nascuda el 5 de novembre de 1963 a Los Angeles) és una actriu estatunidenca principalment coneguda pel seu treball cinematogràfic com a actriu infantil durant els anys 70.

## Família i primers anys
Tatum O'Neal va néixer a Los Angeles, Califòrnia, el 5 de novembre de 1963. És filla dels actors Ryan O'Neal, d'ascendència irlandesa, i Joanna Moore, d'ascendència anglesa. El seu germà Griffin va néixer el 1964. El 1967 els seus pares es van divorciar. El seu pare es va tornar a casar amb l'actriu Leigh Taylor-Young (mare del seu germanastre, Patrick, exmarit de l'actriu Rebecca De Mornay), de la qual també es va divorciar el 1973. La mare de Tatum va morir el 1997 afectada d'un càncer de pulmó a l'edat de 63 anys.
El seu pare, que està recuperant-se d'una leucèmia, va tenir una relació de gairebé 20 anys amb l'actriu Farrah Fawcett, de la qual va néixer el seu fill, Redmond O'Neal.

## Carrera

### Lluna de paper
O'Neal va debutar al cinema el 1973, amb nou anys, en la pel·lícula Lluna de paper, dirigida per Peter Bogdanovich, on comparteix escena amb el seu pare Ryan. Aquesta pel·lícula li val a l'actriu el premi Oscar a la millor actriu secundària, el Globus d'Or a la nova estrella de l'any i el premi David di Donatello a la millor actriu estrangera. Gràcies a aquesta interpretació es converteix en la persona més jove a guanyar un Premi de l'Acadèmia en una categoria de competició.

### 1976-1984
El 1976, l'actriu torna al cinema protagonitzant la pel·lícula Bad News Bears, dirigida per Michael Ritchie. En aquesta comèdia representa el paper de "Amanda Whurlizer", una jugadora de beisbol que forma part d'un equip juvenil que està sota les ordres d'un malhumorat entrenador interpretat per Walter Matthau. El film aconsegueix tenir un gran èxit comercial als Estats Units; gràcies a això es realitzen dues seqüeles, però en aquests lliuraments O'Neal no hi intervé. Aquell mateix any participa en la pel·lícula Nickelodeon, amb un elenc que inclou al seu pare Ryan, Burt Reynolds, Brian Keith, Stella Stevens, John Ritter i Brion James.
El 1978 protagonitza al costat de Christopher Plummer i Anthony Hopkins la pel·lícula International Velvet. Allà fa el paper de "Sarah Brown", una adolescent que després de quedar òrfena abandona els Estats Units per traslladar-se al Regne Unit al costat de la seva tia Velvet, interpretada per Nanette Newman, que l'ajuda a entrenar-se per participar en la competició olímpica d'equitació, on aconsegueix guanyar la medalla d'or. El 1980 protagonitza la polèmica pel·lícula Circle of Two, on fa el paper de "Sarah Norton", una adolescent de 16 anys que té un romanç amb un artista plàstic quaranta anys més gran que ella, interpretat per Richard Burton. El film rep crítiques negatives, al no agradar la gran diferència d'edat que existeix entre tots dos actors. En aquest mateix any, actua en Little Darlings al costat de Kristy McNichols, ambdues dirigides per Ronald F. Maxwell. Allí interpreta "Ferris", una adolescent milionària que en un campament d'estiu coneix a una jove de la seva edat de baixos recursos amb la qual entaula una tibant relació. Ambdues es proposen perdre les seves respectives virginitats en el menor temps possible per provar qui de les dues és més llesta.

### 1985-1996
El 1985, O'Neal apareix en la pel·lícula d'acció Certain Fury, dirigida per Stephen Gyllenhaal. Després protagonitza el telefilm Woman on the Run: The Lawrencia Bembenek Story (1993), un drama romàntic basat en el llibre Lawrencia Bembenek. El 1996, l'actriu exerceix el paper de "Cynthia Kruger" en la pel·lícula Basquiat, pel·lícula biogràfica sobre Jean Michel Basquiat.

### 1997-present
Els anys 2000, O'Neal va aparèixer com a estrella convidada en diverses sèries televisives, com Sex and the City o Law & Order: Criminal Intent. La seva carrera com a actriu va patir una aturada a causa de problemes personals durant diversos anys, però el 2005 va tornar a actuar aconseguint un paper en la sèrie de televisió Rescue Me, on interpreta la desequilibrada i nerviosa germana de Tommy Gavin, personatge encarnat per Denis Leary.
El gener de 2006, va participar en el reality de ball Dancing with the Stars, emès per la cadena American Broadcasting Company (ABC), però va ser eliminada del concurs dues setmanes després del seu inici. Després, des de 2006 fins a 2007, va protagonitzar la telenovel·la Wicked Wicked Games, ficció emesa pel senyal My Network TV, on va interpretar el rol d'una dona psicópata anomenada Blythe Hunter. El 2007 va participar en la pel·lícula My Brother al costat de les actrius Vanessa Williams i Nashawn Kearse.

## Vida personal

### Relació amb Michael Jackson
El primer promés conegut de Tatum va ser el cantant i ballarí Michael Jackson. Es van conèixer quan ella tenia 12 anys i ell 17. Va ser amor a primera vista. Però no va ser fins al 1979 quan començarien la seva relació. Tots dos compartien moltes coses, com el fet d'haver estat maltractats pels seus pares durant la seva infància i el gust per estar sobre els escenaris i haver-hi crescut. I és que des de molt petits van iniciar les seves carreres. A les pàgines del llibre La veritat sobre la família més reeixida de la història musical americana, escrita per Joseph Jackson, pare del cantant, es llegeix que Tatum va ser «el primer amor» de Michael i que amb ella va tenir la seva primera experiència sexual. Malgrat això l'actriu va publicar a mitjans dels anys 90 la seva autobiografia denominada A paper life on esmenta que en efecte va sortir amb el cantant, però mai va succeir res perquè ell es va espantar en la primera cita. O'Neal també va deixar clar que entre ells sempre va existir una gran atracció i molta comprensió. D'això mateix va parlar el mateix Michael Jackson en una entrevista-documental coneguda com a Living with Michael Jackson concedida l'any 2003 al periodista Martin Bashir, en la qual va parlar d'un intent per part de la mateixa Tatum de realitzar un acte sexual amb ell, però que no va arribar a dur-se a terme a causa de la por que va sentir el mateix Jackson en aquesta cita, i dient això en l'entrevista es va disculpar públicament.

### Matrimoni i maternitat
El 1986 O'Neal es va casar amb l'estrella del tennis John McEnroe, amb qui té tres fills: Kevin (n.1986), Sean (n.1987) i Emily (n.1991). Després del seu divorci el 1992, l'actriu es va instal·lar a Nova York. McEnroe, que es va casar el 1997 amb la cantant Patty Smyth, té la custòdia dels seus tres fills amb Tatum a causa dels seus problemes amb les drogues.

### Problemes personals
En la seva autobiografia titulada A Paper Life, Tatum O'Neal sosté que en la seva infantesa va patir abusos sexuals per part d'un amic del seu pare i que va sofrir abusos físics i emocionals per part del seu pare, que ella atribueix a l'ús de drogues. També declara que va tenir relacions sexuals amb Jean-Claude Van Damme i Melanie Griffith.
El 2 de juny de 2008 la policia de Nova York va arrestar a l'actriu quan intentava comprar crack i cocaïna a només unes illes de distància de l'apartament de luxe on viu, al barri del Lower East Side, segons va publicar en portada el diari New York Post. El diari va assegurar que O'Neal en ser detinguda va preguntar a la policia: "Saben qui soc?", i va argumentar que "estava investigant per a un paper" de drogoaddicta. "No podem oblidar això?", va demanar als agents, als que va explicar que portava dos anys sense consumir droga, segons relata el diari New York Times. L'endemà, va ser alliberada sense pagament de fiança.

## Sexualitat
El 2015 va declarar que va començar a relacionar-se sentimentalment amb dones principalment, quan se li va preguntar sobre la seva sexualitat va negar ser lesbiana ni heterosexual, va dir No soc ni una cosa ni l'altra.

## Filmografia
| Any  | Pel·lícula                              | Paper            | Notes                                                                                                  |
| ---- | --------------------------------------- | ---------------- | --- |
| 1973 | Lluna de paper                          | Addie Loggins    | Va guanyar l'Oscar a la millor actriu secundària Va guanyar el Globus d'Or a la nova estrella de l'any |
| 1976 | The Bad News Bears                      | Amanda Whurlizer | |
| 1976 | Nickelodeon                             | Alice Forsyte    | |
| 1978 | International Velvet                    | Sarah Brown      | |
| 1980 | Circle of Two                           | Sarah Norton     | |
| 1980 | Little Darlings                         | Ferris           | |
| 1981 | Prisoners                               | Christie         | |
| 1985 | Certain Fury                            | Scarlet          | |
| 1992 | Little Noises                           | Stella           | |
| 1996 | Basquiat                                | Cynthia Kruger   | |
| 2002 | The Scoundrel's Wife                    | Camille Picou    | |
| 2003 | The Technical Writer                    | Slim             | |
| 2006 | My Brother                              | Erica            | |
| 2008 | Saving                                  | Grace            | |
| 2008 | Fab Five: The Texas Cheerleader Scandal | Lorene Tippit    | |

## Televisió
| Any      | Programa                                       | Paper              | Notes                                                    |
| -------- | ---------------------------------------------- | ------------------ | -------------------------------------------------------- |
| 1984     | Faerie Tale Theatre                            | Goldilocks         | Participa en l'episodi "Goldilocks and the Three Bears". |
| 1989     | CBS Schoolbreak Special                        | Kim                | Participa en l'episodi "15 and Getting Straight".        |
| 1993     | Woman on the Run: The Lawrencia Bembenek Story | Lawrencia Bembenek |                                                          |
| 2003     | Sex and the City                               | Kyra               | Participa en l'episodi "A Woman's Right to Shoes".       |
| 2004     | 8 Simple Rules                                 | Ms. McKenna        | Participa en l'episodi "Opposites Attract".              |
| 2004     | Law and Order: Criminal Intent                 | Kelly Garnett      | Participa en l'episodi "Semi-Detached".                  |
| 2005     | Ultimate Film Fanatic                          | Ella mateixa       | Jutgessa del concurs                                     |
| 20052009 | Rescue Em                                      | Maggie             |                                                          |
| 2006     | Dancing with the Stars                         | Ella mateixa       | Va participar en el reality show.                        |
| 2006     | Wicked Wicked Games                            | Blythe Hunter      |                                                          |

## Premis i nominacions

### Premis Oscar
| Any  | Categoria                | Pel·lícula     | Resultat |
| ---- | ------------------------ | -------------- | -------- |
| 1974 | Millor Actriu secundària | Lluna de paper |          |

### Premis Globus d'Or
| Any  | Categoria                         | Pel·lícula     | Resultat |
| ---- | --------------------------------- | -------------- | -------- |
| 1974 | Nova Estrella de l'Any - Actriu   | Lluna de paper |          |
| 1974 | Millor Actriu - Musical o Comèdia | Lluna de paper |          |

### Premis David di Donatello
| Any  | Categoria                | Pel·lícula     | Resultat |
| ---- | ------------------------ | -------------- | -------- |
| 1974 | Millor Actriu Estrangera | Lluna de paper |          |